# Zifr al-Kabir
Zifr al-Kabir (arab. زفر الكبير) – wieś w Syrii, w muhafazie Idlib. W 2004 roku liczyła 444 mieszkańców.